# Per Pettersen
Per Pettersen (ur. 6 lipca 1946 w Oslo) – norweski piłkarz występujący na pozycji obrońcy.

## Kariera klubowa
Pettersen przez całą karierę występował w zespole Frigg Oslo FK. Rozpoczął ją w sezonie 1964, gdy Frigg grał w pierwszej lidze. W sezonie 1965 dotarł z nim do finału Pucharu Norwegii, który Frigg przegrał jednak ze Skeid. W sezonie 1968 Pettersen spadł z zespołem do drugiej ligi. W sezonie 1970 awansował z nim jednak z powrotem do pierwszej. W sezonie 1971 ponownie spadł do drugiej ligi, ale w kolejnym wywalczył awans do pierwszej. W 1973 roku zakończył karierę.

## Kariera reprezentacyjna
W reprezentacji Norwegii Pettersen zadebiutował 5 listopada 1967 w przegranym 2:5 meczu eliminacji Mistrzostw Europy 1968 ze Szwecją. 2 sierpnia 1973 w wygranym 4:0 pojedynku eliminacji Mistrzostw Świata 1974 z Islandią strzelił swojego jedynego gola w kadrze. W latach 1967–1973 w drużynie narodowej rozegrał 33 spotkania.